# Уэхара, Миэ
Миэ Уэхара (Ноакэ) (яп. 上原 三枝, англ. Mie Uehara, родилась 1 июля 1971, Япония) — японская конькобежка, участница зимних Олимпийских игр 1992 и 1998 годов, бронзовый призёр чемпионата мира, 5-кратная чемпионка и 2-кратная призёр чемпионата Японии.

## Биография
Миэ Уэхара родилась в городе Сува, где и начала кататься на коньках. Когда училась в средней школе Серё занялась конькобежным спортом в возрасте 13 лет. С 1986 года участвовала на разных Всеяпонских юношеских и школьных играх, а с 1989 года на чемпионате Японии среди юниоров. В 1990 году Миэ стала серебряным призёром среди юниоров и в том же году дебютировала на чемпионате мира среди юниоров в Обихиро.
В 1991 году впервые стала бронзовым призёром на Всеяпонском чемпионате в многоборье и в феврале дебютировала на чемпионате мира в классическом многоборье в Хамаре с 17-м местом в сумме. Следом на зимней Универсиаде в Саппоро завоевала серебряную медаль в забеге на 1500 м и бронзовую на 3000 м. В 1992 году Уэхара выиграла чемпионат Японии в многоборье и на своих первых зимних Олимпийских играх в  Альбервилле в 1992 году заняла 11-е место в забеге на 1500 м, 16-е на 3000 м и 14-е на 5000 м.
В марте 1992 года на чемпионате мира в классическом многоборье в Херенвене заняла 23-е место, а через год поднялась на 5-е место на чемпионате мира в Берлине. Она попала в шестёрку лучших и на чемпионате мира в американском Бьютте в 1994 году, заняв 6-е место. В сезоне 1994/95 Миэ впервые попала на подиум Кубка мира, заняв 2-е место в забеге на 1500 м на этапе в Берлине. В декабре 1994 года во второй раз стала чемпионом Японии в многоборье.
В 1995 году вновь поднялась на 6-е место в сумме многоборья на чемпионате мира в норвежском Савалене. Сезон 1995/96 Миэ Уэхара провела великолепно и начала с Кубка мира, где на дистанциях 1500, 3000 и 5000 м попала на подиум десять раз. На 10-м этапе даже выиграла в забеге на 5000 м, что позволило ей впервые стать серебряным призёром  на дистанции 1500 м и бронзовым на дистанции 3000/5000 м в общем зачёте Кубка мира. Также в 1996 году она стала в третий раз чемпионом Японии в многоборье и завоевала бронзу в многоборье на чемпионате мира в Инцелле.
В марте 1996 года на чемпионате мира на отдельных дистанциях финишировала 4-й в забеге на 1500 м и 5-й на дистанциях 3000 м и 5000 м. В 1997 году она в очередной раз выиграла чемпионат Японии в многоборье, следом заняла 8-е место в многоборье на чемпионате мира в Нагано и на чемпионате мира на отдельных дистанциях в Варшаве заняла лучшее 7-е место в забеге на 5000 м. В 1998 году, после победы в многоборье на Всеяпонском чемпионате Миэ участвовала во второй раз на зимних Олимпийских играх в Нагано, где финишировала 21-й в забеге на 1500 м, 14-й на 3000 м и 11-й на 5000 м. На чемпионате мира в Херенвене осталась только на 15-м месте, а на чемпионате мира на отдельных дистанциях стала лучшей дистанция 5000 м, где она заняла 7-е место. В конце сезона она завершила карьеру спортсменки.

## Личная жизнь
Миэ Уэхара окончила Ниппонский университет спортивных наук. С 1998 года работала в компании "Global Nuclear Fuel Japan", где занималась деятельностью по производству атомной энергии. После ухода из компании она был членом Совета по развитию спорта префектуры Нагано и других организаций. Замужем за японским бывшим конькобежцем Хироюки Ноакэ. У них есть дочь Хана Ноакэ, также конькобежка в составе национальной сборной Японии.